# Legio III Flavia Salutis
Die Legio III Flavia Salutis („dritte flavische Heils-Legion“) war eine Legion der spätantiken römischen Armee.

## Geschichte der Legion

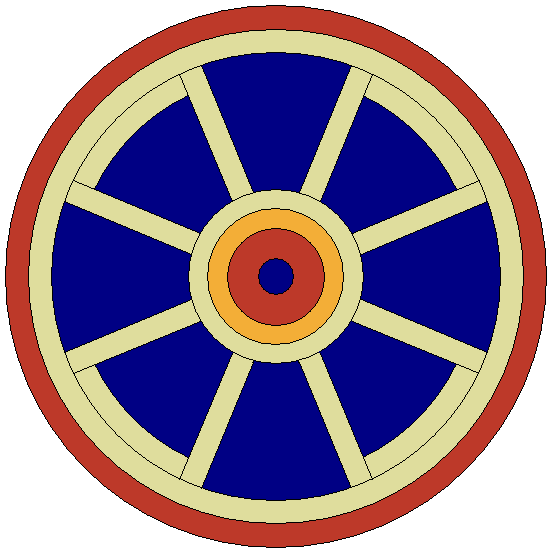
Schildbemalung der Tertia Flavia Salutis, im frühen 5. Jahrhundert.

Die Schwesterlegionen Legio I Flavia Pacis, Legio II Flavia Virtutis und Legio III Flavia Salutis wurden vermutlich von Constantius I. (293–305) nach dem Sieg über die Usurpatoren Carausius und Allectus aufgestellt, um als Limitanei unter dem Oberbefehl des Dux tractus Armoricani et Nervicani die gallische Atlantikküste gegen Piraten zu sichern. Nach anderer Meinung wurde die Legion von Konstantin dem Großen nach 312 durch Umbenennung einer tetrarchischen Legion gebildet. Auch eine noch spätere Aufstellung unter Constantius II. (337–361) wurde erwogen.
Konstantin der Große (306–337) löste aus den Legionen Vexillationen heraus, die er als Comitatenses in das Feldheer eingliederte. Möglicherweise erhielten die Legionen erst zu dieser Zeit die Beinamen Pacis, Virtutis und Salutis.
Flavius Theodosius, der Vater von Theodosius I. (379–395), verlegte die Legionen 373 nach Nordafrika, um den Usurpator Firmus zu entmachten. Der Konflikt spielte sich vor allem in den Regionen von Mauretania Caesariensis und Mauretania Sitifensis ab.
Im frühen 5. Jahrhundert wird die Tertia Flavia Salutis in der Notitia Dignitatum als Comitatenses unter dem Oberbefehl des magister peditum genannt. Als Tertiani unterstanden sie dem Comes Africae.